# Kubuntu
Kubuntu är en distribution av operativsystemet Linux, baserad på Debian GNU/Linux. Kubuntu är syster till systemet Ubuntu och delar samma grunduppbyggnad med detta, vilket medför att program som är skrivna och anpassade för Ubuntu även kan köras direkt under Kubuntu. Kubuntu använder KDE som grafiskt användargränssnitt.
Kubuntus grafiska miljö bygger på skrivbordsmiljön KDE.

## Namn
"Kubuntu" [kùbúntú] betyder "för mänskligheten" på Bemba. Termen kommer från ordet "ubuntu" vilket betyder "mänsklighet". Att namnet börjar med ett K är för att visa att systemet använder KDE. Av ren slump betyder även Kubuntu "vänlig själ" på Mizo, och "fri" (som i 'fri påfyllning') på Kirundi.

## Versioner
Kubuntus nuvarande version är 22.10 "Kinetic Kudu". Varje version av Kubuntu tillskrivs ett kodnamn, som den i tur delar med sitt systersystem.
Versionssystemet bygger på år och månad, med en ny version per halvår. Som exempel utgavs version 13.10 i oktober 2013, och version 14.04 i april 2014.
Även om Kubuntu i sig är gratis ger Canonical professionellt stöd mot ersättning. Kubuntu har annars forum på internet där användare gratis kan ställa frågor och få hjälp. Canonical ger dock inte support lika länge för alla versioner. Vissa versioner är så kallade LTS-versioner, Long Term Support, där support ges i flera år medan vanliga versioner endast har support till dess nästa version släpps (plus ett litet tag till). En ny LTS-version släpps normalt vartannat år. LTS-versioner stöds i tre år på Ubuntuskrivbordet och 5 år på Ubuntu Server av säkerhetsuppdateringar.